# The Vindication of John
The Vindication of John è un cortometraggio muto del 1911. Il nome del regista non viene riportato nei credit del film prodotto dalla Champion Film Company di Mark M. Dintenfass; una compagnia indipendente che il produttore aveva fondato nel 1909, stabilendone gli studi a Fort Lee, nel New Jersey.

## Produzione
Il film fu prodotto dalla Champion Film Company.

## Distribuzione
Distribuito dalla Motion Picture Distributors and Sales Company, il film - un cortometraggio di una bobina - uscì nelle sale cinematografiche USA l'8 marzo 1911.